# Mitraizm
Mitraizm – kult solarnego boga Mitry; był kultem misteryjnym znanym początkowo w Azji Przedniej, później rozprzestrzenił się na całe cesarstwo rzymskie.
Do połowy XX wieku zakładano, że postać Mitry jest tożsama z perskim bogiem czy herosem noszącym to samo imię, czy w każdym razie że można ją od niego wywodzić – dzisiaj nie uznaje się tego za pewnik, albowiem rozpowszechniony na terenach Azji Przedniej i cesarstwa rzymskiego kult wykazuje – zarówno jeśli chodzi o mitologię, jak i praktykę religijną – wyraźne różnice w porównaniu z kultem indyjsko-perskim. Jest zatem kwestią dyskusyjną, czy kult Mitry wywodzi się z zaratusztrianizmu, czy też powstał w sposób autonomiczny.

## Historia kultu
O ile postać boga Mitry jest poświadczona na terenach Azji Mniejszej od XIV wieku p.n.e., o tyle wzmianka o mitraizmie na ziemiach cesarstwa rzymskiego pojawia się dopiero w pismach rzymskiego poety Stacjusza. Najstarsze mitrea – miejsca sprawowania kultu – pochodzą z połowy II wieku, najnowsze z połowy V wieku n.e.
Pod koniec II wieku i w III wieku n.e. jego wyznawcą został cesarz Kommodus (180‒192). Jako (łac.) Sol Invictus („Słońce Niezwyciężone”) Mitra czczony był przede wszystkim od czasów Aureliana przez cesarzy rzymskich, wśród których znalazł się także młody Konstantyn I (306‒337). Wraz z rozkwitem chrześcijaństwa na ziemiach Cesarstwa Rzymskiego mitraizm z wolna zanikał, by popaść w końcu w całkowite zapomnienie. O kulcie tym przypomniano sobie dopiero w czasach nowożytnych w związku ze znaleziskami archeologicznymi. Sądzono, iż mitraizm mógł stać się konkurentem rozwijającego się chrześcijaństwa w okresie upadku cesarstwa rzymskiego.
Jeśli chodzi o źródła pisane związane z mitraizmem, nie istnieją właściwie żadne. Znakomita większość wiadomości o nim wywodzi się z interpretacji przedstawień plastycznych nie opatrzonych żadnymi inskrypcjami poza krótkimi dedykacjami. A zatem interpretacje mitraizmu w znacznej mierze związane są ze spekulacjami.

## Misteria
Mitraizm był kultem misteryjnym, toteż podstawowe i najważniejsze obrzędy polegały na dokonywaniu inicjacji. Obrzędy te sprawowano w mitreach – miejscach najczęściej położonych w podziemiach lub jaskiniach. Ceremonie nie były odbywane publicznie, mogli w nich brać udział wyłącznie mężczyźni. Jak wszystkie kulty misteryjne, także misteria mitraistyczne związane były z objawieniem tajemnicy, której treść przekazywano wyłącznie wtajemniczonym; ci z kolei zobowiązani byli do zachowania ich w sekrecie, a złamanie tajemnicy karane było śmiercią. Największą popularnością cieszył się mitraizm wśród legionistów – bóstwo było bogiem wojowniczym i walecznym, mitraizm wymagał zachowania surowej żołnierskiej dyscypliny.
Podstawowym misterium mitraistycznym były rytuały przejścia, inicjacji. Inicjowany prowadzony był do groty lub piwnicy, ustawiano go pod wykutym w sklepieniu otworem zasłoniętym kratą, na której zabijano byka, zadając mu cios sztyletem w kark; inicjowany dosłownie kąpał się w spadającej przez kratę krwi byka, mazał nią całe swe ciało (taurobolium); następnie, po wyprowadzeniu z ciemności na światło, przez tydzień karmiony był mlekiem „quasi novo genitus” (jako nowo narodzony). Nietrudno dostrzec w tym analogię do podstawowego misterium chrześcijańskiego – chrztu.
Na podstawie egipskich papirusów magicznych badacz mitraizmu, Albrecht Dieterich, twierdzi, że misterium inicjacji przedstawiało podróż inicjowanego przez świat żywiołów do centrum Kosmosu, a jej uwieńczeniem było nawiedzenie przez wizję przedstawiającą samego Mitrę. Po drodze inicjowany spotykał boga solarnego, Heliosa, który „płodził go na nowo”. I wreszcie w finale „widział zstępującego boga, przemożnego, z pałającym blaskiem obliczem, młodego, z grzywą złocistych włosów, w białej szacie… w prawej dłoni bóg trzymał złoty kark byka, czyli Wielką Niedźwiedzicę, która porusza nieboskłonem”. Witając bóstwo, inicjowany uznawał w nim Władcę Kosmicznego, Pantokratora, mówił bowiem do niego: „Bądź pozdrowiony, Panie, Władco Wody, bądź pozdrowiony, Stworzycielu Ziemi, Władco Ducha. Panie, odrodzony być pragnę… a ponieważ zostałem wywyższony, umieram… idę drogą, którą Ty ustanowiłeś… i jak ustanowiłeś sakrament”.
Znane było siedem stopni inicjacji mitraistycznej:
1. Corax (kruk)
2. Nymphus (oblubieniec)
3. Miles (żołnierz)
4. Leo (lew)
5. Perses (Pers)
6. Heliodromus (słoneczny biegacz)
7. Pater (ojciec).

Stopnie te odpowiadały siedmiu ciałom niebieskim:
1. Merkury,
2. Wenus,
3. Mars
4. Jowisz,
5. Księżyc,
6. Słońce,
7. Saturn,

Rytuały przejścia traktowano jako metaforę podróży duszy przez sfery planetarne do światła, do gwiazd stałych. Inicjacji towarzyszyły różne obrzędy, np. wieńczenie laurem, nakładanie rąk, wymierzanie policzka, okadzanie czy mazanie języka miodem.

## Tauroktonia

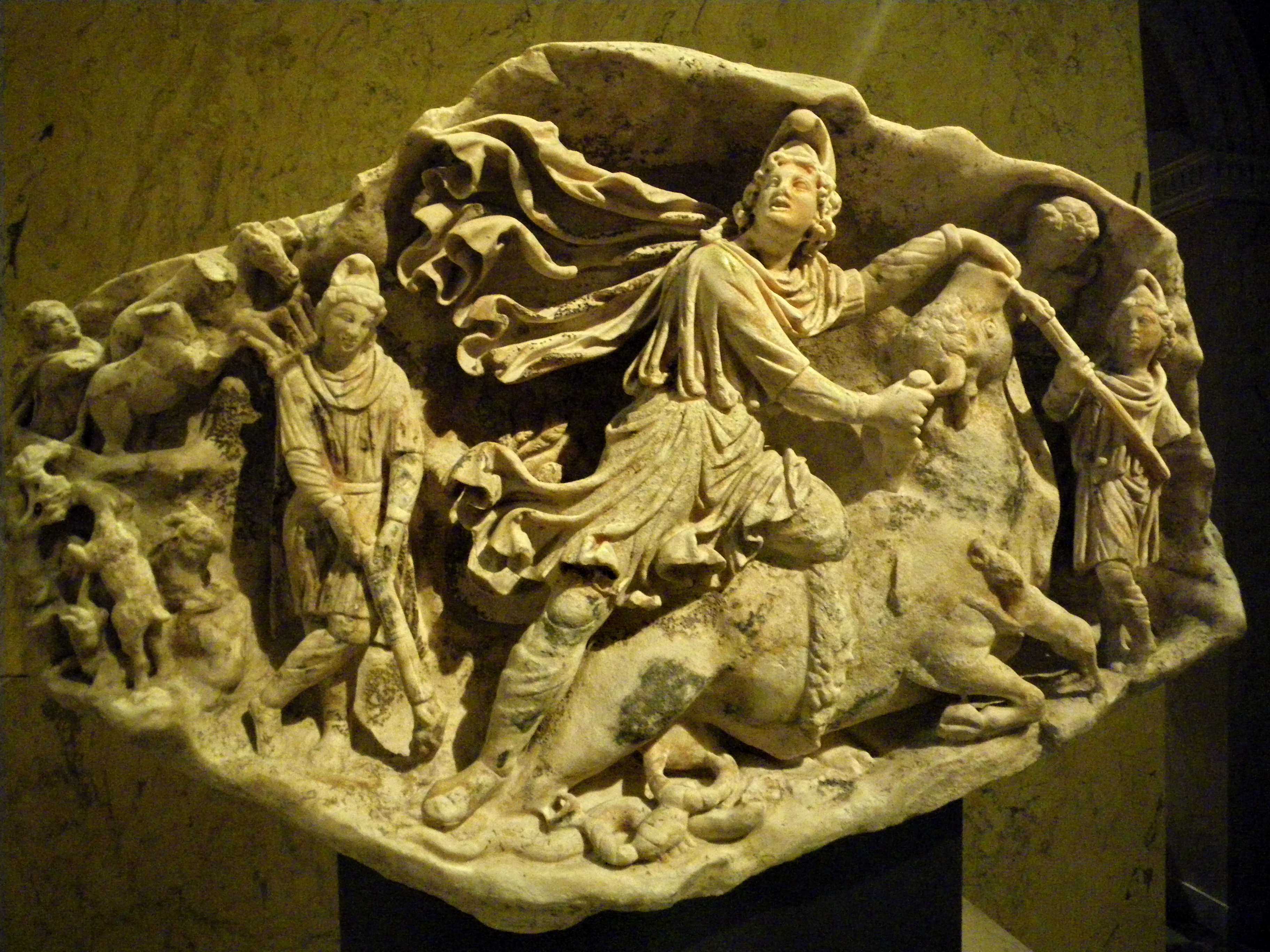
Mitra dokonujący tauroktonii, któremu towarzyszą Cautes i Cautopates (relief z II wieku, Muzeum Historii Sztuki w Wiedniu)

Na zachowanych zabytkach mitraistycznych głównym motywem jest scena zabijania byka (tauroktonia), przedstawiająca boga zabijającego byka. Według mitologii mitraistycznej Mitra ścigał byka, pojmał go i na własnych plecach zaniósł do jaskini, gdzie złożył go w ofierze w intencji odnowienia świata. Wierzono, iż ziemia i wszelkie życie zroszone krwią i nasieniem byka, przechodzą proces regeneracji.
Mitrę przedstawiano jako młodzieńca ubranego w rzymską tunikę z czapką frygijską na głowie. W scenie tauroktonii przyklęka on jednym kolanem na grzbiecie byka; lewą dłonią podnosi jego głowę do góry, a prawą, w której trzyma miecz (sztylet), zabija go ciosem w szyję. Odwraca przy tym wzrok od zwierzęcia, podobnie jak Perseusz zabijający Meduzę. Płaszczyk Mitry po stronie wewnętrznej często przedstawiano z wyobrażeniami ciał niebieskich.
W trakcie rytualnego obrzędu bóstwu towarzyszą dwaj dadoforowie (młodzieńcy trzymający pochodnie): Cautes i Cautopates; jeden trzyma pochodnię zwróconą do góry, drugi – opuszczoną w dół. Symbolizują oni zrównanie dnia z nocą: Cautes z pochodnią uniesioną symbolizuje moment równonocy wiosennej, Cautopates z opuszczoną symbolizuje równonoc jesienną. Dadoforowie odziani są podobnie jak Mitra, a w przedstawianiu ich ze skrzyżowanymi nogami doszukiwano się aluzji do punktu przecięcia równika z ekliptyką punktu wiosny i jesieni.
Poza Mitrą, bykiem i dadoforami w wyobrażeniach ze sceną tauroktonii ukazane są jeszcze elementy symboliczne: wąż, kruk, skorpion, czasem lew i kielich. Interpretacja ich znaczenia nie jest oczywista. Belgijski badacz mitraizmu Franz Cumont uważał, że chodzi tu o elementy z mitologii irańskiej; późniejsi badacze przyjmują, że raczej o symbole planet. Byk miałby odpowiadać Bykowi jako znakowi zodiaku; wąż – Wężowi; pies – Małemu Psu; skorpion – Skorpionowi; lew – Lwu, kielich (lub dzban) – Wodnikowi; w gwiazdozbiorze Plejad w Byku widoczne ma być miejsce, gdzie Mitra wbija sztylet w kark zwierzęcia. Według Davida Ulanseya cała scena tauroktonii wyobraża konstelację astronomiczną, w której punkt wiosny znajduje się w Byku.

## Kult
Jako bóstwo solarne Mitra odbierał cześć w niedzielę, dzień słońca (łac. Dies solis), stąd w językach europejskich: niem. Sonntag, ang. Sunday). Raz w roku wyznawcy składali mu w ofierze byka.

## Upadek mitraizmu
W przeciwieństwie do chrześcijaństwa w Cesarstwie Rzymskim mitraizm nie był prześladowany. Cesarz Aurelian wyniósł nawet mitraizm do rangi religii państwowej. Dopiero w roku 391, gdy cesarz Teodozjusz I uznał chrześcijaństwo za religię państwową, praktykowanie innych kultów zagrożone zostało karą śmierci. W rezultacie w krótkim czasie mitraizm zanikł. Na podstawie wykopalisk wiemy, że mitrea po prostu zostały porzucone; odnalezione zabytki sztuki mitraistycznej nie noszą najczęściej śladów zniszczenia. Tam, gdzie nad mitreami nadbudowano kościoły chrześcijańskie (np. rzymska Bazylika św. Klemensa, kościół Santa Prisca), najczęściej mamy do czynienia ze zmianą praw do własności gruntu. Uszkodzenia mitreów powstały za sprawą prac budowlanych.